# Klaus Mann
Klaus Heinrich Thomas Mann (Múnic, 18 de novembre de 1906 – Canes, 21 de maig de 1949) va ser un escriptor alemany-estatunidenc.

## Biografia
Nascut a Múnic, Klaus Mann era fill de l'escriptor alemany Thomas Mann i la seva dona, Katia Pringsheim. El seu pare va ser batejat com luterà, mentre que la seva mare era d'una família de jueus seculars. Va començar a escriure contes el 1924 i l'any següent es va convertir en crític de teatre per a un diari de Berlín. Les seves primeres obres literàries es van publicar el 1925.
Els primers anys de vida de Mann van ser problemàtics. La seva homosexualitat sovint el va fer víctima de la intolerància, i va tenir una relació difícil amb el seu pare. Després d'un curt temps en diverses escoles, va viatjar amb la seva germana Erika Mann, un any més gran que ell, per tot el món, i va visitar els EUA el 1927.
El 1924 es va comprometre amb la seva amiga de la infància Pamela Wedekind, la filla gran del dramaturg Frank Wedekind, que també era amiga propera de la seva germana Erika. El compromís es va trencar el gener de 1928.
Va viatjar amb Erika al nord d'Àfrica el 1929. Al voltant d'aquest temps van conèixer l'escriptora i fotògrafa suïssa d'Annemarie Schwarzenbach, que va ser propera a ells als propers anys. Klaus va fer diversos viatges a l'estranger amb Annemarie, l'últim dels quals a un congrés d'escriptors a Moscou el 1934.
El 1932 Mann va escriure la primera part de la seva autobiografia, que va ser ben rebuda, fins a l'arribada d'Adolf Hitler al poder. El 1933 Klaus va participar amb Erika en un cabaret polític, Pepper-Mill, que va rebre l'atenció del règim nazi. Per escapar de la persecució, se'n va anar d'Alemanya el març 1933 a París, després de visitar Amsterdam i Suïssa, on la seva família tenia una casa.
El novembre de 1934 el règim nazi va retirar-li la nacionalitat alemanya, i es va convertir en ciutadà de Txecoslovàquia. El 1936 es va traslladar als Estats Units, per viure a Princeton i Nova York. L'estiu de 1937 va conèixer el seu company Thomas Quinn Curtiss, que més tard seria crític de cinema i teatre de Varietyi International Herald Tribune. Mann va esdevenir ciutadà dels Estats Units el 1943.
Durant la Segona Guerra Mundial, va servir com a sergent del 5è Exèrcit dels Estats Units a Itàlia i a l'estiu de 1945 va ser enviat pel diari Stars and Stripes a informar des de l'Alemanya de la postguerra.
La novel·la més famosa de Mann, Mephisto, la va escriure el 1936 i la va publicar per primera vegada a Amsterdam. La novel·la és un retrat poc dissimulat del seu antic cunyat, l'actor Gustaf Gründgens. L'escàndol literari que el va envoltar va fer Mann pòstumament famós a l'Alemanya Occidental, ja que el fill adoptiu de Gründgrens va dur el cas als tribunals per prohibir la novel·la després de la seva primera edició a l'Alemanya Occidental en la dècada de 1960. Després de set anys d'audiències legals, el Tribunal Suprem d'Alemanya Occidental el va prohibir per una ajustada votació de tres vots a tres, encara que va seguir estant disponible a l'Alemanya de l'Est i a l'estranger. La prohibició es va aixecar i la novel·la es va publicar el 1981 a l'Alemanya Occidental.
La novel·la de Mann Der Vulkan és una de les més conegudes del segle XX sobre els exiliats alemanys durant la Segona Guerra Mundial.
Va morir a Canes d'una sobredosi de sedants, el 21 de maig de 1949, i seria enterrat al cementiri de Grand Jas.

## Bibliografia seleccionada

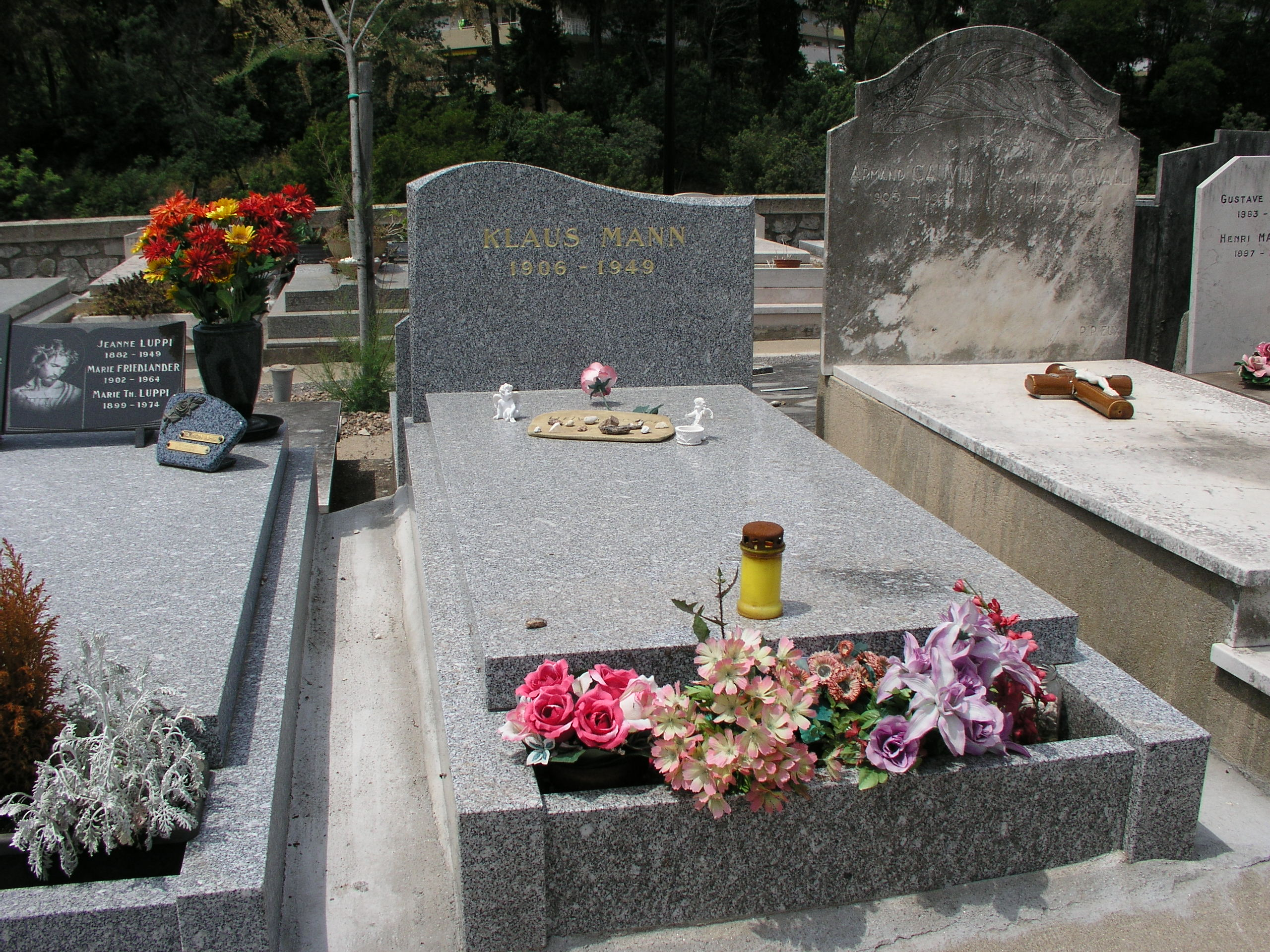
Tomba de Klaus Mann